# Alpay Özalan
Fehmi Alpay Özalan (sinh ngày 29 tháng 5 năm 1973) là một cựu cầu thủ bóng đá, huấn luyện viên bóng đá và chính khách người Thổ Nhĩ Kỳ. Anh từng là huấn luyện viên của Samsunspor.
Anh có 90 trận đấu quốc tế cho đội tuyển bóng đá quốc gia Thổ Nhĩ Kỳ từ năm 1995 tới 2005, và là cầu thủ Thổ Nhĩ Kỳ thi đấu quốc tế nhiều thứ bảy. Anh tham dự hai kỳ Euro và Giải vô địch bóng đá thế giới 2002, giải đấu anh được chọn vào đội hình tiêu biểu.

## Thống kê sự nghiệp
| Đội tuyển quốc gia | Năm       | Trận | Bàn |
| ------------------ | --------- | ---- | --- |
| Thổ Nhĩ Kỳ         | 1995      | 15   | 1   |
| Thổ Nhĩ Kỳ         | 1996      | 13   | 0   |
| Thổ Nhĩ Kỳ         | 1997      | 5    | 0   |
| Thổ Nhĩ Kỳ         | 1998      | 5    | 0   |
| Thổ Nhĩ Kỳ         | 1999      | 7    | 0   |
| Thổ Nhĩ Kỳ         | 2000      | 5    | 0   |
| Thổ Nhĩ Kỳ         | 2001      | 11   | 3   |
| Thổ Nhĩ Kỳ         | 2002      | 11   | 0   |
| Thổ Nhĩ Kỳ         | 2003      | 12   | 0   |
| Thổ Nhĩ Kỳ         | 2004      | 0    | 0   |
| Thổ Nhĩ Kỳ         | 2005      | 6    | 0   |
| Tổng cộng          | Tổng cộng | 90   | 4   |